# Dennis P. Lockhart
Dennis P. Lockhart (* 1. Februar 1947 in Bakersfield, Kalifornien) ist ein US-amerikanischer Banker, Politik- und Wirtschaftswissenschaftler, der von 2007 bis 2017 Präsident und Chief Executive Officer (CEO) der Federal Reserve Bank of Atlanta war.

## Leben
Lockhart absolvierte nach dem Schulbesuch ein grundständiges Studium der Politik- und Wirtschaftswissenschaften an der Stanford University, das er 1968 mit einem Bachelor of Arts (B.A. Political Science and Economics) abschloss. Zeitgleich leistete er von 1968 bis 1974 seinen Dienst als Reserveoffizier im US Marine Corps und wurde zuletzt zum Leutnant befördert. Ein postgraduales Studium im Fach Internationale Wirtschaft an der Johns Hopkins University beendete er 1971 mit einem Master of Arts (M.A. International Economics) und begann danach 1971 seine berufliche Tätigkeit bei der Citibank. 1978 wurde er Leitender Manager im Südost-Büro der Citibank, ehe er zuletzt zwischen 1987 und 1988 Generalmanager der Citibank für den Umtausch von Schulden in Aktien (Debt Equity Swaps) für den Bereich Lateinamerika war.
1988 verließ Lockhart die Citibank und wechselte in das von Walter E. Heller gegründete Finanzdienstleistungsinstitut Heller Financial, in dem er Exekutiv-Vizepräsident und zuletzt bis 2001 Präsident war. Anschließend war er von 2001 bis 2003 Geschäftsführender Partner des Unternehmens Zephyr Management LP. Daneben gehörte er einigen Unternehmen als Vorstandsmitglied an, und zwar dem Agribusinessunternehmen Bunge Limited, dem Unternehmenskreditgeber CapitalSource, der Greenfield Holdings Credit Ltd sowie der Tri-Valley Corporation. 2003 übernahm er eine Professur an der School of Foreign Service der Georgetown University und lehrte dort bis 2007.
Lockhart, der die Republikanische Partei und das Kandidatenteam George W. Bush-Dick Cheney bei der Präsidentschaftswahl 2004 unterstützt hatte, wurde am 1. März 2007 Nachfolger von Jack Guynn als Präsident und Chief Executive Officer (CEO) der Federal Reserve Bank of Atlanta, der für die Bundesstaaten Alabama, Florida, Georgia, Louisiana (südlicher Teil), Mississippi (südlicher Teil) sowie Tennessee zuständigen Regionalbank des Federal Reserve System mit Sitz in Atlanta. Er ist für das Jahr 2014 Mitglied des Offenmarktausschusses (Federal Open Market Committee), der die Geld- und Währungspolitik der Vereinigten Staaten betreibt. Am 14. Januar 2013 teilte er mit, dass die unkonventionellen geldpolitischen Impulse der Federal Reserve Bank ihre Grenzen hätten, und eine Bedrohung für das Funktionieren der Märkte und der Finanzstabilität darstellen könnten, wenn sie zu weit getrieben werden. Insoweit seien Anleihekäufe nicht unendlich möglich. Am 5. Februar 2014 gab er bekannt, dass die Federal Reserve Bank ihre Anlagenkäufe zurückstellen und vermutlich Ende 2014 vollständig einstellen wird, andererseits aber Geduld hinsichtlich der Erhöhung der Zinssätze haben sollte.